# From Dusk Till Dawn
『From Dusk Till Dawn』是學院貴公子的第8張單曲。2009年12月16日發售。

## 解説
每日放送・TBS・中部日本放送系動畫『DARKER THAN BLACK -流星之雙子-』片尾曲。
a.b.s.首張只有標題曲收錄的單曲，沒有C/W曲。

## 收錄曲
1. From Dusk Till Dawn
作詞:西川貴教　作曲:柴崎浩　編曲:abingdon boys school
每日放送・TBS・中部日本放送系動畫『DARKER THAN BLACK -流星之雙子-』片尾曲。
2009年9月舉行的Live活動「イナズマロック フェス2009」初次披露。

## 收錄專輯
- DARKER THAN BLACK-流星之双子-電視原聲帶（#1 動畫EDIT）
- ABINGDON ROAD（#7 -INCH UP-）

## 参加音樂家
- Ikuo - 貝斯
- 真矢 - 爵士鼓
- 弦一徹 - 線